# Adam Maria Szymski
Adam Maria Szymski (ur. 18 grudnia 1944 w Myślenicach) – polski profesor nauk technicznych w zakresie architektury i urbanistyki, architekt, nauczyciel akademicki, polityk

## Życiorys

### Wykształcenie i praca zawodowa
Urodził się w rodzinie artysty malarza-rzeźbiarza Piotra Szymskiego i Marii z d. Kiełbińska. Od 1962 studiował na Wydziale Architektury Politechniki Gdańskiej, od 1964 był stypendystą Ministerstwa Szkolnictwa Wyższego, a w 1967 został pierwszym w historii macierzystego wydziału laureatem konkursu „Czerwonej Róży” na najlepszego studenta Politechniki Gdańskiej. Dyplom magistra inżyniera architekta otrzymał w 1968. W 1975 uzyskał stopień doktora. W 1993 habilitował się na Politechnice Wrocławskiej. W 2003 uzyskał tytuł naukowy profesora. W 1969 podjął pracę w Gdańskim Przedsiębiorstwie Budowlanym.
Równocześnie publikował rysunki satyryczne w gazetach m.in. „Głosie Wybrzeża”, „Dzienniku Bałtyckim” i „Nowej Wsi”. W 1972 został wykładowcą na Politechnice Szczecińskiej. W 1993 został kierownikiem Zakładu Teorii i Metodologii Projektowania w Instytucie Architektury i Planowania Przestrzennego, a następnie kierował Katedrą Architektury Współczesnej, Teorii i Metodologii Projektowania na tej uczelni. Pracował również na Akademii Rolniczej w Szczecinie. Wykładał także na Zachodniopomorskim Uniwersytecie Technologicznym oraz w Wyższej Szkole Zawodowej „Oeconomicus”.
W latach 1979–1981 pełnił funkcję głównego architekta Kurii Biskupiej w Szczecinie, a w latach 1982–1986 prowadził autorską pracownię projektową w „Iglopol” Szczecin. W latach 1989–2001 kierował własnym biurem autorskim „AB” Sp. z. oo. W latach 1980–1981 był stałym felietonistą politycznym tygodnika NSZZ „Solidarność” – „Jedność”, a w latach 1989–1990 stałym felietonistą tygodnika „Solidarność Szczecińska”. W latach 1987–1989 publikował w Kurierze Szczecińskim.
Jest członkiem Stowarzyszenia Architektów Polskich i Zachodniopomorskiej Okręgowej Izby Architektów RP. W latach 1968–1971 kierował Kołem Młodych Architektów przy Oddziale SARP Wybrzeże w Gdańsku. W latach 2003–2005 był członkiem Miejskiej Komisji Urbanistyczno-Architektonicznej w Szczecinie, w latach 2003–2011 przewodniczącym Gminnej Komisji Urbanistyczno-Architektonicznej w Mielnie. Od 1990 do 1993 był członkiem rady programowej Fundacji Rozwoju Demokracji Lokalnej.

### Działalność publiczna
W latach 1956–1963 był podharcmistrzem Związku Harcerstwa Polskiego. Od 1964 do 1968 należał do Zrzeszenia Studentów Polskich. Był uczestnikiem protestów studenckich marca 1968, m.in. brał udział w organizacji wiecu solidarności studentów uczelni gdańskich ze studentami warszawskimi oraz strajku okupacyjnego na Politechnice Gdańskiej. 1 maja tego samego roku został zatrzymany za udział w nielegalnej demonstracji i aresztowany na okres dwóch tygodni. Z powodu zaangażowania w działalność antykomunistyczną został objęty zakazem zatrudnienia na macierzystej uczelni i przez ponad pół roku pozostawał bezrobotny. W wyborach parlamentarnych w 1997 bezskutecznie ubiegał się o mandat posła z listy Narodowo-Chrześcijańsko-Demokratycznego Bloku dla Polski. W 2005 wstąpił do Samoobrony RP, z ramienia której bez powodzenia kandydował do Senatu w okręgu szczecińskim w wyborach parlamentarnych w tym samym roku. Następnie opuścił to ugrupowanie. W wyborach samorządowych w 2010 bezskutecznie ubiegał się o mandat radnego Szczecina z listy Stowarzyszenia Serce. Przed wyborami prezydenckimi w tym samym roku był członkiem komitetu poparcia dla kandydatury Jarosława Kaczyńskiego.

## Odznaczenia
Za zasługi w działalności społecznej na rzecz dzieci i młodzieży specjalnej troski został w 2002 odznaczony Srebrnym Krzyżem Zasługi przez prezydenta Aleksandra Kwaśniewskiego, a w 2008 – Złotym Krzyżem Zasługi przez prezydenta Lecha Kaczyńskiego. W 2012 otrzymał Złoty Medal za Długoletnią Służbę.
W 1995 otrzymał Medal Komisji Edukacji Narodowej, a w 1997 medal „Zasłużonego dla rozwoju Politechniki Szczecińskiej”. W 1998 został uhonorowany odznaką za „Zasługi dla rozwoju Województwa Szczecińskiego”. W 2004 otrzymał medal „Zasłużony dla rozwoju Akademii Rolniczej w Szczecinie”. Czterokrotnie był nagradzany za działalność naukową Nagrodą Ministra Nauki i Szkolnictwa Wyższego III stopnia.

## Publikacje
- Projektowanie systemowe w architekturze. PWN Warszawa 1982 (wsp. Stanisław Latour)
- Rozwój współczesnej myśli architektonicznej. PWN Warszawa 1985 (wsp. Stanisław Latour)
- Architektura i architekci Szczecina 1945–1995. Politechnika Szczecińska. Szczecin 2001
- Architektura polska lat 1945–1960 na obszarze Pomorza Zachodniego. Walkowska Wydawnictwo Szczecin 2004 (wsp. Wojciech Bal, Robert Dawidowski)
- Wieś pomorska wczoraj i dziś. Szczecin. Walkowska Wydawnictwo Szczecin 2006 (wsp. Magdalena Rzeszotarska-Pałka, Jadwiga Ignaczak-Falińska, Wojciech Pawłowski)
- Architektura polska lat 1961–1975 na obszarze Pomorza Zachodniego. Walkowska Wydawnictwo Szczecin 2007 (wsp. Wojciech Bal, Robert Dawidowski, Miłosz Raczyński, Marek Sietnicki)